# Черней, Елена
Елена Черней (рум. Elena Cernei; 1 марта 1924, Байрамча, Бессарабия, Румыния, ныне Саратский район Одесской области — 28 ноября 2000, Париж, Франция) — румынская оперная певица (меццо-сопрано). Заслуженная артистка СРР (1962).

## Биография
Окончила Бухарестскую консерваторию (1954), ученица Константина Строеску. В 1952 г. дебютировала в Румынском театре оперы и балета, с 1954 г. его солистка. Неоднократно гастролировала в Советском Союзе, в том числе в Одессе, в Тбилиси, Москве, Ленинграде, Киеве. В 1965—1968 гг. пела на сцене «Метрополитен-опера» (в частности, Амнерис в «Аиде» Верди и Кармен в одноимённой опере Бизе), хотя выступления Черней на этой сцене и принято считать неудачными. Была последней исполнительницей партии Амнерис на старой сцене оперы и первой — на новой. Выступала также на сцене Ла Скала, Парижской оперы, Венской государственной оперы, барселонского Театра Лисеу и др. В 1963 году в Париже пела партию Октавиана в «Кавалере роз» Рихарда Штрауса в юбилейном спектакле по случаю 50-летия Оперы на Елисейских полях.
Среди основных партий Черней, помимо Кармен и Амнерис, — Далила в «Самсоне и Далиле» Сен-Санса, Азучена в «Трубадуре» и Маддалена в «Риголетто» Верди, Адальжиза в «Норме» Беллини, Орфей в «Орфее и Эвридике» Глюка, Полина в «Пиковой даме» Чайковского, Иокаста в «Эдипе» Энеску. Запись «Эдипа» с участием Черней была в 1964 году удостоена наград во Франции и Японии. Кроме того, Черней записала сюиту Мануэля де Фальи «Семь испанских народных песен», альбом румынских народных песен и др.
В 1973 г. выступила в качестве либреттиста и постановщика оперы Николае Буйклиу «Боярыня Кьяжна» (рум. Doamna Chiajna), исполнив в неё также заглавную партию.
С 1985 г. Черней жила в Риме и занималась, совместно со своим мужем фониатром Стефаном Поэном, изучением биолого-анатомических оснований дыхательной и голосовой активности, как в приложении к вокальной педагогике, так и в связи с общими вопросами здоровья человека. Автор книг «Загадки человеческого голоса» (рум. Enigme ale vocii umane; 1982, итальянское издание 1988) и «Et fiat lux» (Рим, 1987, румынское издание 1999).
Заслуженная артистка Румынии (1962). Лауреат Золотой медали Джузеппе ди Стефано (1966), присуждаемой Академией изящных искусств в Мехико, ряда итальянских и международных наград и почётных званий. Почётный доктор Национального университета музыки Румынии (1999). В 2005 г. Румынское телевидение выпустило на DVD документальный фильм о Черней, включающий многие записи её выступлений.